# Kriegerdenkmal Hohentramm
Das Kriegerdenkmal Hohentramm ist ein denkmalgeschütztes Kriegerdenkmal im Ortsteil Hohentramm der Gemeinde Beetzendorf in Sachsen-Anhalt. Im örtlichen Denkmalverzeichnis ist das Kriegerdenkmal unter der Erfassungsnummer 094 90313 als Baudenkmal verzeichnet.

## Allgemeines
Bei dem 1922 errichteten Kriegerdenkmal Hohentramm, in der Nähe der Dorfkirche Hohentramm, handelt es sich um eine Gedenkstätte für die gefallenen Soldaten des Ersten Weltkriegs und wurde später erweitert für die Gefallenen des Zweiten Weltkriegs. Es besteht aus aufgetürmten Findlingen mit zwei Gedenktafeln. Ursprünglich war das Denkmal von einem Adler mit ausgebreiteten Schwingen auf einer Kugel gekrönt. Der Verbleib des Adlers mit Kugel ist aber ungeklärt.
In der Dorfkirche wurde eine Gedenktafel für die Gefallenen des Zweiten Weltkriegs aufgehängt. Im Kreisarchiv des Altmarkkreises Salzwedel ist die Ehrenliste der Gefallenen des Ersten Weltkriegs erhalten geblieben. Die Gedenktafel für die Gefallenen des Befreiungskriege von 1813–1815, die laut preußischer Anordnung in jedem Ort geschaffen werden musste, ist nicht mehr vorhanden. In den Akten von 1816 sind im Landesarchiv Sachsen-Anhalt die Listen der Gefallenen aber noch erhalten geblieben.

## Inschrift
Erster Weltkrieg
Zweiter Weltkrieg